# Dicranomyia andicola
Dicranomyia andicola är en tvåvingeart som först beskrevs av Alexander 1912.  Dicranomyia andicola ingår i släktet Dicranomyia och familjen småharkrankar.
Artens utbredningsområde är Bolivia. Inga underarter finns listade i Catalogue of Life.